# Dominic Solanke
Dominic Ayodele Solanke-Mitchell (ur. 14 września 1997 w Basingstoke) – angielski piłkarz pochodzenia nigeryjskiego, występujący na pozycji napastnika w angielskim klubie Tottenham Hotspur oraz w reprezentacji Anglii.

## Kariera klubowa
Na Mistrzostwach Europy U-17 w 2014 zdobył z reprezentacją Anglii tytuł mistrzowski. W sezonie 2014/2015 wraz z juniorską drużyną Chelsea zdobył tytuł Ligi Młodzieżowej UEFA, w finale pokonując Szachtar Donieck 3:2. Dodatkowo zawodnik został królem strzelców z 12 trafieniami na koncie. Piłkarz przed zdobyciem tego pucharu zadebiutował w seniorskiej Lidze Mistrzów UEFA. Miało to miejsce 21 października 2014 roku, gdy w 73 minucie spotkania pomiędzy Chelsea a Mariborem zmienił Oscara. Po wygaśnięciu kontraktu z Chelsea, zawodnik 1 lipca 2017 roku podpisał kontrakt z Liverpool F.C.

## Statystyki
Aktualne na dzień 28 kwietnia 2019 r.
| 2014/15            | Chelsea            | Premier League     | 0  | 0 | 0 | 0 | 0 | 0 | 1 | 0 | 1  | 0 |
| 2015/16            | Vitesse (wyp.)     | Eredivisie         | 25 | 7 | 1 | 0 | — | — | 0 | 0 | 26 | 7 |
| 2016/17            | Chelsea            | Premier League     | 0  | 0 | 0 | 0 | 0 | 0 | — | — | 0  | 0 |
| 2017/18            | Liverpool          | Premier League     | 21 | 1 | 1 | 0 | 1 | 0 | 4 | 0 | 27 | 1 |
| 2018/19            | Liverpool          | Premier League     | 0  | 0 | 0 | 0 | 0 | 0 | 0 | 0 | 0  | 0 |
| 2018/19            | A.F.C. Bournemouth | Premier League     | 10 | 0 | 0 | 0 | 0 | 0 | 0 | 0 | 10 | 0 |
| Łącznie w karierze | Łącznie w karierze | Łącznie w karierze | 56 | 8 | 2 | 0 | 1 | 0 | 5 | 0 | 64 | 8 |

## Kariera reprezentacyjna
14 listopada 2017 zadebiutował w reprezentacji Anglii w zremisowanym 0:0 meczu z Brazylią.